# Michel Sauthier
Michel Sauthier (Sion, 17 februari 1966) is een Zwitsers voetbalcoach en voormalig voetballer. Hij speelde als verdediger voor FC Sion en Servette.

## Carrière
Sauthier speelde het grootste deel van zijn carrière voor FC Sion. Hij speelde uiteindelijk meer dan 200 wedstrijden voor de club en werd hiermee in het seizoen 1991/92 landskampioen. In 1993 tekende hij een contract bij Servette, waarmee hij in het seizoen 1993/94 de landstitel won. Bij deze club sloot hij in 1995 ook zijn carrière af.
Sauthier debuteerde op 26 januari 1992 onder leiding van de eveneens debuterende Engelse bondscoach Roy Hodgson in het Zwitsers voetbalelftal, in een oefeninterland tegen de Verenigde Arabische Emiraten (0-2) in Dubai, net als Marco Pascolo (Servette FC) en Xavier Dietlin (Servette FC).
In het seizoen 2005/06 trainde hij de Zwitsers ploeg FC Bulle. In 2008 was hij kort coach van Servette.

## Erelijst
- FC Sion
  - Landskampioenschap: 1991/92
- Servette
  - Landskampioenschap: 1993/94